# Rhaphoxya pallida
Rhaphoxya pallida är en svampdjursart som först beskrevs av Arthur Dendy 1897.  Rhaphoxya pallida ingår i släktet Rhaphoxya och familjen Dictyonellidae.
Artens utbredningsområde är Sydaustralien. Inga underarter finns listade i Catalogue of Life.